# Nadine Dorries
Nadine Dorries, nazwisko panieńskie: Bargery (ur. 21 maja 1957 w Liverpoolu) – brytyjska polityk, członek Partii Konserwatywnej, poseł do Izby Gmin w latach 2005–2023. Od 15 września 2021 do 6 września 2022 minister kultury, mediów i sportu w drugim gabinecie Borisa Johnsona.

## Życiorys
Jej ojciec miał irlandzkie pochodzenie i był katolikiem, matka jest Brytyjką i należy do Kościoła Anglii. Rodzice rozwiedli się, gdy Nadine miała 10 lat. Była wychowywana przez matkę.
W wieku 21 lat zdobyła zawód pielęgniarki. W 1982 roku została przedstawicielem medycznym firmy Ethicla Ltd.  Lata 1983–1984 spędziła w Zambii, gdzie jej mąż pracował jako inżynier górnictwa, prowadząc tam miejscową szkołę. Była założycielką firmy Company Kids Ltd. zajmującej się zapewnianiem opieki dzieciom pracujących rodziców, w 1998 roku spółkę wykupiła Bupa.
W 2001 roku bez powodzenia kandydowała do Izby Gmin z okręgu Hazel Grove. W 2005 roku została wybrana posłem do Izby Gmin z okręgu okręgu Mid Bedfordshire, uzyskała reelekcję w 2010, 2015, 2017 i 2019 roku.
Przed objęciem stanowiska ministra kultury, mediów i sportu piastowała wyższe stanowiska urzędnicze w resorcie zdrowia, odpowiadając m.in. za bezpieczeństwo pacjentów, zdrowie psychiczne i zapobieganie samobójstwom. We wrześniu 2022 odmówiła wejścia w skład gabinetu Liz Truss, zaś 26 sierpnia 2023 zrezygnowała z mandatu poselskiego.
Poza działalnością polityczną jest także pisarką, do 2022 roku napisała 16 powieści.

## Życie prywatne
Jest rozwiedziona, ma trzy córki.